# Джей (окръг, Индиана)
Окръг Джей (на английски: Jay County) е окръг в щата Индиана, Съединени американски щати. Площта му е 995 km², а населението е 20 478 души (1 април 2020). Административен център е град Портланд.